# Euxoa xyliniformis
Euxoa xyliniformis là một loài bướm đêm trong họ Noctuidae.